# Italia ai III Giochi paralimpici invernali
L'Italia ha partecipato ai III Giochi paralimpici invernali di Innsbruck, in Austria (dal 14 al 20 gennaio 1984) con una delegazione di 7 atleti in 2 discipline del programma. Bruno Oberhammer vinse la prima storica medaglia (bronzo) per l'Italia, che chiuse al 13º posto del medagliere.

## Squadra
I seguenti atleti hanno rappresentato l'Italia alle Paralimpiadi invernali del 1984:
- Maurizio Cagol
- Franz Gatscher
- Paolo Lorenzini
- Bruno Oberhammer
- Karl Schmuck
- Riccardo Tomasini
- Hubert Tscholl

## Medaglie
| Medaglie | Atleta           | Sport      | Evento              | Data         |
| -------- | ---------------- | ---------- | ------------------- | ------------ |
| Bronzo   | Bruno Oberhammer | Sci alpino | Combinata alpina B2 | gennaio 1984 |